# Epsilon Eridani b
Pour les articles homonymes, voir Ægir (homonymie).
Epsilon Eridani b ou AEgir est une des deux exoplanètes en orbite autour de Epsilon Eridani.

## Découverte
L'existence de Epsilon Eridani b était soupçonnée depuis le début des années 1990 par les astronomes canadiens Bruce Campbell et Gordon Walker, mais leurs observations ne suffisaient pas pour attester d'une découverte. Formellement, sa découverte a été annoncée le 7 août 2000 par une équipe dirigée par Artie Hatzes.

## Caractéristiques
En 2006, avec des observations du télescope spatial Hubble, une équipe menée par G. Fritz Benedict et Barbara E. McArthur de l'Université du Texas à Austin détermine que la masse d'Epsilon Eridani b est de 1,5 fois celle de Jupiter.
En novembre 2007, la planète passe au plus près de son étoile.